# Hemerodromia gogi
Hemerodromia gogi är en tvåvingeart som beskrevs av Smith 1969. Hemerodromia gogi ingår i släktet Hemerodromia och familjen dansflugor. Inga underarter finns listade i Catalogue of Life.